# Ryżiw
Ryżiw (ukr. Рижів) – wieś na Ukrainie, w obwodzie żytomierskim, w rejonie żytomierskim, w hromadzie Cudnów. W 2001 liczyła 137 mieszkańców, spośród których 135 wskazało jako ojczysty język ukraiński, a 2 rosyjski.